# Wereldkampioenschap shorttrack 2007 (individueel)
Het Wereldkampioenschap shorttrack 2007 werd van 9 t/m 11 maart gehouden in Milaan (Italië) in het Stadio del Ghiaccio Agorà. Titelverdediger bij de mannen was viervoudig kampioen Ahn Hyun-soo. Bij de vrouwen won Jin Sun-yu in 2006 in Minneapolis.
Beiden prolongeerden hun titel. Het Zuid-Koreaanse team overheerste opnieuw het WK: negen van de twaalf gouden medailles gingen naar een Zuid-Koreaanse atleet.

## Deelnemende landen
| - Australië - België - Brazilië - Bulgarije - Chinees Taipei - Canada - China - Duitsland - Frankrijk - Hongarije | - IJsland - Italië - Japan - Kazachstan - Kroatië - Letland - Nederland - Nieuw-Zeeland - Oostenrijk - Polen | - Roemenië - Rusland - Servië - Slowakije - Tsjechië - Verenigd Koninkrijk - Verenigde Staten - Wit-Rusland - Zuid-Korea - Zweden |

### Nederlandse deelnemers
Coach: John Monroe / Dave Versteeg
|                  | 500m | 1000m | 1500m | 3000m | Eindklassement |
| ---------------- | ---- | ----- | ----- | ----- | -------------- |
| Niels Kerstholt  | 55   | 54    | 9     | -     | 44             |
| Daan Breeuwsma   | 40   | 39    | 44    | -     | 45             |
| Maaike Vos       | 23   | 28    | 21    | -     | 26             |
| Annita van Doorn | 18   | 20    | 32    | -     | 23             |

### Belgische deelnemers
Coach: Jeroen Otter
|              | 500m | 1000m | 1500m | 3000m | Eindklassement |
| ------------ | ---- | ----- | ----- | ----- | -------------- |
| Wim De Deyne | 23   | 21    | 34    | -     | 22             |
| Pieter Gysel | 32   | 16    | 41    | -     | 30             |

## Eindklassement

### Mannen
|        | Naam                    | Land | pnt |
| ------ | ----------------------- | ---- | --- |
| Goud   | Ahn Hyun-soo            | KOR  | 81  |
| Zilver | Charles Hamelin         | CAN  | 63  |
| Brons  | Apolo Anton Ohno        | USA  | 60  |
| 4      | Song Kyung-taek         | KOR  | 42  |
| 5      | François-Louis Tremblay | CAN  | 34  |
| 6      | Nicola Rodigari         | ITA  | 24  |
| 7      | Jordan Malone           | USA  | 14  |
| 8      | Yuri Confortola         | ITA  | 7   |
| 9      | Ye Li                   | CHN  |     |
| 10     | Olivier Jean            | CAN  |     |
| 22     | Wim De Deyne            | BEL  |     |
| 44     | Niels Kerstholt         | NED  |     |

### Vrouwen
|        | Naam             | Land | pnt |
| ------ | ---------------- | ---- | --- |
| Goud   | Jin Sun-yu       | KOR  | 89  |
| Zilver | Jung Eun-ju      | KOR  | 89  |
| Brons  | Kalyna Roberge   | CAN  | 42  |
| 4      | Yang Zhou        | CHN  | 34  |
| 5      | Arianna Fontana  | ITA  | 26  |
| 6      | Tian Yu Fu       | CHN  | 14  |
| 7      | Byun Chun-sa     | KOR  | 14  |
| 8      | Allison Baver    | USA  | 7   |
| 9      | Amanda Overland  | CAN  |     |
| 10     | Marta Capurso    | ITA  |     |
| 23     | Annita van Doorn | NED  |     |

## Dag 1

### 1500 meter

#### Mannen
|        | Naam             | Land | pnt          |
| ------ | ---------------- | ---- | ------------ |
| Goud   | Apolo Anton Ohno | USA  | 2.33,793     |
| Zilver | Nicola Rodigari  | ITA  | 2.33,841     |
| Brons  | Ahn Hyun-soo     | KOR  | 3.22,818     |
| 4      | Jordan Malone    | USA  | 9.59,999     |
| DQ     | Olivier Jean     | CAN  | DQ           |
| DQ     | Song Kyung-taek  | KOR  | DQ           |
| 9      | Niels Kerstholt  | NED  | Halve Finale |
| 34     | Wim De Deyne     | BEL  | Heats        |

#### Vrouwen
|        | Naam          | Land | pnt      |
| ------ | ------------- | ---- | -------- |
| Goud   | Jung Eun-ju   | KOR  | 2.22,303 |
| Zilver | Jin Sun-yu    | KOR  | 2.22,381 |
| Brons  | Byun Chun-sa  | KOR  | 2.22,520 |
| 4      | Yang Zhou     | CHN  | 2.22,539 |
| 5      | Allison Baver | USA  | 2.24,303 |
| 6      | Tian Yu Fu    | CHN  | 2.29,558 |
| 21     | Maaike Vos    | NED  | Heats    |

## Dag 2

### 500 meter

#### Mannen
|        | Naam                    | Land | tijd       |
| ------ | ----------------------- | ---- | ---------- |
| Goud   | Charles Hamelin         | CAN  | 41,449     |
| Zilver | François-Louis Tremblay | CAN  | 41,514     |
| Brons  | Ahn Hyun-soo            | KOR  | 41,625     |
| 4      | Song Kyung-taek         | KOR  | 41,758     |
| 5      | Jordan Malone           | USA  | 41,815     |
| 23     | Wim De Deyne            | BEL  | Heats      |
| 40     | Daan Breeuwsma          | NED  | Voorrondes |

#### Vrouwen
|        | Naam             | Land | tijd   |
| ------ | ---------------- | ---- | ------ |
| Goud   | Kalyna Roberge   | CAN  | 45,329 |
| Zilver | Arianna Fontana  | ITA  | 45,394 |
| Brons  | Jung Eun-ju      | KOR  | 47,865 |
| 4      | Tian Yu Fu       | CHN  | DQ     |
| 18     | Annita van Doorn | NED  | Heats  |

## Dag 3

### 1000 meter

#### Mannen
|        | Naam                    | Land | tijd         |
| ------ | ----------------------- | ---- | ------------ |
| Goud   | Ahn Hyun-soo            | KOR  | 1.27,177     |
| Zilver | Charles Hamelin         | CAN  | 1.27,217     |
| Brons  | Apolo Anton Ohno        | USA  | 1.27,465     |
| 4      | François-Louis Tremblay | CAN  | 1.27,538     |
| 5      | Yuri Confortola         | ITA  | 1.29,145     |
| 16     | Pieter Gysel            | BEL  | Kwartfinales |
| 39     | Daan Breeuwsma          | NED  | Voorrondes   |

#### Vrouwen
|        | Naam             | Land | tijd     |
| ------ | ---------------- | ---- | -------- |
| Goud   | Jin Sun-yu       | KOR  | 1.31,622 |
| Zilver | Jung Eun-ju      | KOR  | 1.31,777 |
| Brons  | Yang Zhou        | CHN  | 1.31,810 |
| 4      | Tian Yu Fu       | CHN  | 1.34,557 |
| 20     | Annita van Doorn | NED  | Heats    |

### 3000 meter superfinale

#### Mannen
|        | Naam                    | Land | tijd     |
| ------ | ----------------------- | ---- | -------- |
| Goud   | Song Kyung-taek         | KOR  | 4.52,853 |
| Zilver | Ahn Hyun-soo            | KOR  | 4.55,414 |
| Brons  | Apolo Anton Ohno        | USA  | 4.56,139 |
| 4      | Charles Hamelin         | CAN  | 4.56,251 |
| 5      | François-Louis Tremblay | CAN  | 4.56,977 |
| 6      | Nicola Rodigari         | ITA  | 4.57,431 |
| 7      | Yuri Confortola         | ITA  | 4.59,177 |
| 8      | Jordan Malone           | USA  | 5.13,863 |

#### Vrouwen
|        | Naam            | Land | tijd     |
| ------ | --------------- | ---- | -------- |
| Goud   | Jin Sun-yu      | KOR  | 5.44,247 |
| Zilver | Jung Eun-ju     | KOR  | 5.44,387 |
| Brons  | Yang Zhou       | CHN  | 5.45,101 |
| 4      | Kalyna Roberge  | CAN  | 5.45,555 |
| 5      | Arianna Fontana | ITA  | 5.46,028 |
| 6      | Tian Yu Fu      | CHN  | 5.52,627 |
| 7      | Allison Baver   | USA  | 5.52,973 |
| 8      | Byun Chun-sa    | KOR  | 6.10,261 |

### Aflossing

#### 5000 meter mannen
|        | Naam                                                                       | Land | tijd     |
| ------ | -------------------------------------------------------------------------- | ---- | -------- |
| Goud   | Sung Si-bak Song Kyung-taek Kim Hyun-kon Ahn Hyun-soo                      | KOR  | 6.55,399 |
| Zilver | Charles Hamelin Olivier Jean François-Louis Tremblay Jean-François Monette | CAN  | 6.56,130 |
| Brons  | Apolo Anton Ohno Jordan Malone Travis Jayner Ryan Bedford                  | USA  | 6.58,702 |
| 4      | Yuri Confortola Fabio Carta Nicola Rodigari Roberto Serra                  | ITA  | 6.58,806 |

#### 3000 meter vrouwen
|        | Naam                                                        | Land | tijd     |
| ------ | ----------------------------------------------------------- | ---- | -------- |
| Goud   | Byun Chun-sa Jeon Ji-soo Jin Sun-yu Jung Eun-ju             | KOR  | 4.14,450 |
| Zilver | Mi Lei Zhu Tian Yu Fu Yang Zhou Xiao Lei Cheng              | CHN  | 4.17,268 |
| Brons  | Kalyna Roberge Amanda Overland Anne Maltais Annik Plamondon | CAN  | 4.18,748 |
| 4      | Arianna Fontana Marta Capurso Cecilia Maffei Katia Zini     | ITA  | 4.18,816 |

Wereldkampioenschap shorttrack (individueel)

Champaign 1976 · 
Grenoble 1977 · 
Solihull 1978 · 
Quebec 1979 · 
Milaan 1980 · 
Meudon 1981 · 
Moncton 1982 · 
Tokio 1983 · 
Peterborough 1984 · 
Amsterdam 1985 · 
Chamonix 1986 · 
Montreal 1987 · 
St. Louis 1988 · 
Solihull 1989 · 
Amsterdam 1990 · 
Sydney 1991 · 
Denver 1992 · 
Peking 1993 · 
Guildford 1994 · 
Gjövik 1995 · 
Den Haag 1996 · 
Nagano 1997 · 
Wenen 1998 · 
Sofia 1999 · 
Sheffield 2000 · 
Jeonju 2001 · 
Montreal 2002 · 
Polen 2003 · 
Göteborg 2004 · 
Peking 2005 · 
Minneapolis 2006 · 
Milaan 2007 · 
Gangneung 2008 · 
Wenen 2009 · 
Sofia 2010 · 
Sheffield 2011 · 
Shanghai 2012 · 
Debrecen 2013 · 
Montreal 2014 · 
Moskou 2015 · 
Seoel 2016 · 
Rotterdam 2017 · 
Montreal 2018 ·
Sofia 2019 ·
Seoel 2020 ·
Dordrecht 2021 ·
Montreal 2022 ·
Seoel 2023 ·
Rotterdam 2024 ·
Peking 2025
Wereldkampioenschap shorttrack (teams)

Seoul 1991 · 
Nobeyama 1992 · 
Boedapest 1993 · 
Cambridge 1994 · 
Zoetermeer 1995 · 
Lake Placid 1996 · 
Seoel 1997 · 
Bormio 1998 · 
St. Louis 1999 · 
Den Haag 2000 · 
Nobeyama 2001 · 
Milwaukee 2002 · 
Boedapest 2003 · 
Sint-Petersburg 2004 · 
Chuncheon 2005 · 
Montreal 2006 · 
Boedapest 2007 · 
Harbin 2008 · 
Heerenveen 2009 · 
Bormio 2010 · 
Warschau 2011
Wereldkampioenschappen shorttrack junioren

Seoel 1994 ·
Calgary 1995 ·
Courmayeur 1996 ·
Marquette 1997 ·
Saint Louis 1998 ·
Montreal 1999 ·
Székesfehérvár 2000 ·
Warschau 2001 ·
Chuncheon 2002 ·
Boedapest 2003 ·
Peking 2004 ·
Belgrado 2005 ·
Miercurea Ciuc 2006 ·
Mladá Boleslav 2007 ·
Bozen 2008 ·
Sherbrooke 2009 ·
Taipei 2010 ·
Courmayeur 2011 ·
Melbourne 2012 ·
Warschau 2013 ·
Erzurum 2014 ·
Osaka 2015 ·
Sofia 2016 ·
Innsbruck 2017 ·
Tomaszów Mazowiecki 2018 ·
Montreal 2019 ·
Bormio 2020 ·
Salt Lake City 2021 ·
Gdańsk 2022 ·
Dresden 2023 ·
Gdańsk 2024 ·
Calgary 2025